# Champvent
Champvent je obec v západní (frankofonní) části Švýcarska, v kantonu Vaud, v okrese Jura-Nord vaudois. Žije zde 685 obyvatel.

## Geografie
Champvent leží v nadmořské výšce 530 m, vzdušnou čarou 5 km západně od okresního města Yverdon-les-Bains. Vesnice se rozkládá na okraji jurské náhorní plošiny, nad údolím Bey a rovinou Orbe, naproti Mont de Chamblon, v severní části kantonu Vaud.
Katastr obce, který před připojením Essertu a Villarsu měřil 6,9 km², zahrnuje část náhorní plošiny Jura. Centrální částí území je náhorní plošina Champvent (v Montilier 547 m n. m.), která je na severu ohraničena údolím řeky Brine a na jihu údolím Bey. Na jih se obec rozprostírá přes Bey až k úpatí Mont de Chamblon, na jihozápad do údolí Mujon. Na severozápadě patří k Champventu spodní svah hřebene Pipechat. Zde se nachází nejvyšší bod obce, 590 m n. m. Na severovýchodě, za potokem Brine, se nachází bývalá exkláva Mornens, která zahrnuje vykácený ostrov a část okolního lesního území. Od připojení Essert-sous-Champvent je bývalá exkláva spojena s územím obce. V roce 1997 připadalo 4 % rozlohy obce na osídlení, 25 % na lesy a háje, 70 % na zemědělskou půdu a necelé 1 % na neproduktivní půdu.
Sousedními obcemi jsou Baulmes, Mathod, Orges, Rances, Suscévaz, Valeyres-sous-Montagny a Vuiteboeuf.

## Historie
Obec je poprvé zmiňována v roce 1011 jako Canvent, v roce 1013 jako Canventum a v roce 1228 Chanvent.
Champvent tvořil od 11. století panství, které podléhalo pánům z Grandsonu. V důsledku dělení dědictví přešel Champvent ve 13. století do rukou vedlejší větve pánů z Grandsonu-La Sarraz. Noví páni se od té doby nazývali de Champvent a jejich panství od té doby existovalo nezávisle na panství Grandsonu. Rozprostíralo se od roviny Orbe u Suscévaz na sever přes náhorní plošinu Jura až po Sainte-Croix. Krátce po roce 1300 se od panství Champvent odštěpila La Mothe a v roce 1317 také Sainte-Croix s Bullet. Stejnojmenná osada severně od hradu byla pravděpodobně založena v 13. století pány z Champvent.
Po vymření rodu pánů z Champvent přešlo panství v roce 1336 na hraběte z Neuchâtelu, v roce 1373 na Marguerite de Vufflens a po jejím sňatku na burgundskou rodinu de Vergy. Protože pán hradu udržoval styky s vévodou Karlem Smělým, byl hrad roku 1475 konfederáty vypálen. Po dobytí Vaudu Bernem v roce 1536 patřilo panství Champvent k okrsku Yverdon. Od roku 1611 do roku 1731 patřilo panství rodině von Diesbach, poté se Johann Rudolf Tillier stal sňatkem pánem Champventu. Hrad a pozemky zůstaly až do vymření poslední rodiny majitelů v roce 1940 v jejím vlastnictví. Po pádu Staré konfederace patřil Champvent v letech 1798–1803 v období Helvétské republiky ke kantonu Léman, který byl poté po vstupu v platnost Ústavy o zprostředkování sloučen s kantonem Vaud. V roce 1798 byla obec přidělena k okresu Yverdon. Osada Saint-Christophe, která dříve patřila k Mathodu, byla v roce 1811 připojena k obci Champvent. S účinností od 1. ledna 2012 byly dříve samostatné obce Essert-sous-Champvent a Villars-sous-Champvent připojeny k Champventu. Nová obec tak získala nový erb. Na seznamu Švýcarského kulturního dědictví jsou hrad Champvent a Saint Christophe.

## Obyvatelstvo
| Rok            | 1764 | 1850 | 1900 | 1950 | 1970 | 2000 |
| Počet obyvatel | 237  | 421  | 416  | 335  | 243  | 299  |

V roce 2000 hovořilo 94,01 % obyvatel obce francouzsky. Ke švýcarské reformované církvi se hláší 78,3 % obyvatel.

## Hospodářství
Champvent byl až do druhé poloviny 20. století vesnicí, která se vyznačovala převážně zemědělstvím. I dnes má zemědělství významný podíl na struktuře zaměstnanosti obyvatelstva. Na jižních svazích jurské náhorní plošiny pod vesnicí se nachází několik vinařských oblastí. Další pracovní místa jsou k dispozici v místním malém průmyslu a ve službách. V posledních desetiletích se Champvent díky své atraktivní poloze stal oblíbenou rezidenční obcí. Mnoho pracujících proto dojíždí za prací, zejména do Yverdonu.

## Doprava
Obec leží mimo hlavní dopravní tepny, ale je snadno dostupná z Yverdonu. Sjezdy z dálnice Yverdon-Ouest na dálnici A5 (Yverdon–Grandson) otevřené v roce 1984 a Orbe na dálnici A9 otevřené v roce 1989 jsou vzdáleny přibližně 5 km od centra obce. Champvent je prostřednictvím linky poštovního autobusu spojen s nádražím Essert-sous-Champvent na úzkorozchodné železnici Yverdon – Sainte-Croix a tím i na veřejnou dopravu.

## Pamětihodnosti
- Hrad Champvent

## Fotogalerie

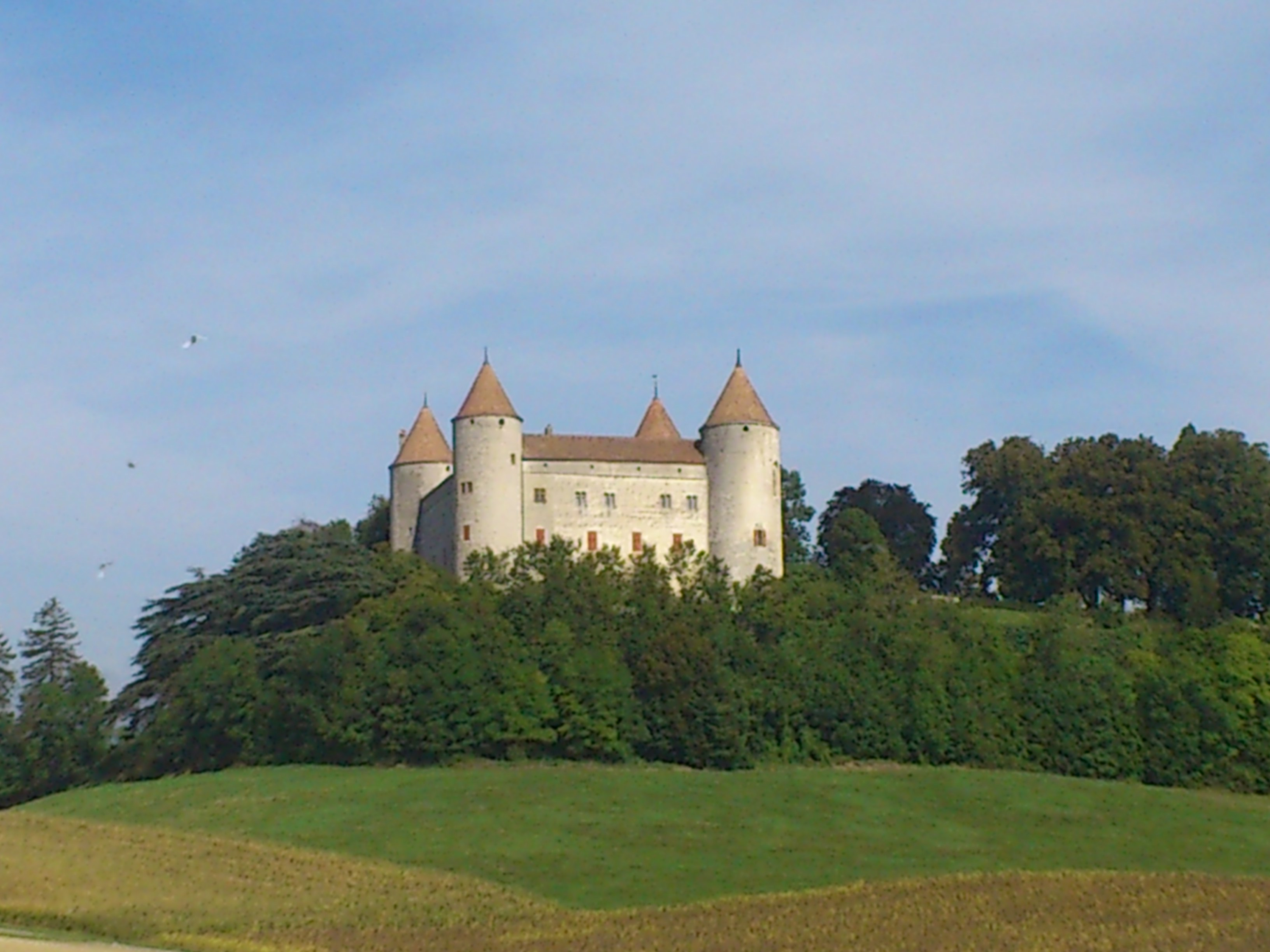
Hrad Champvent
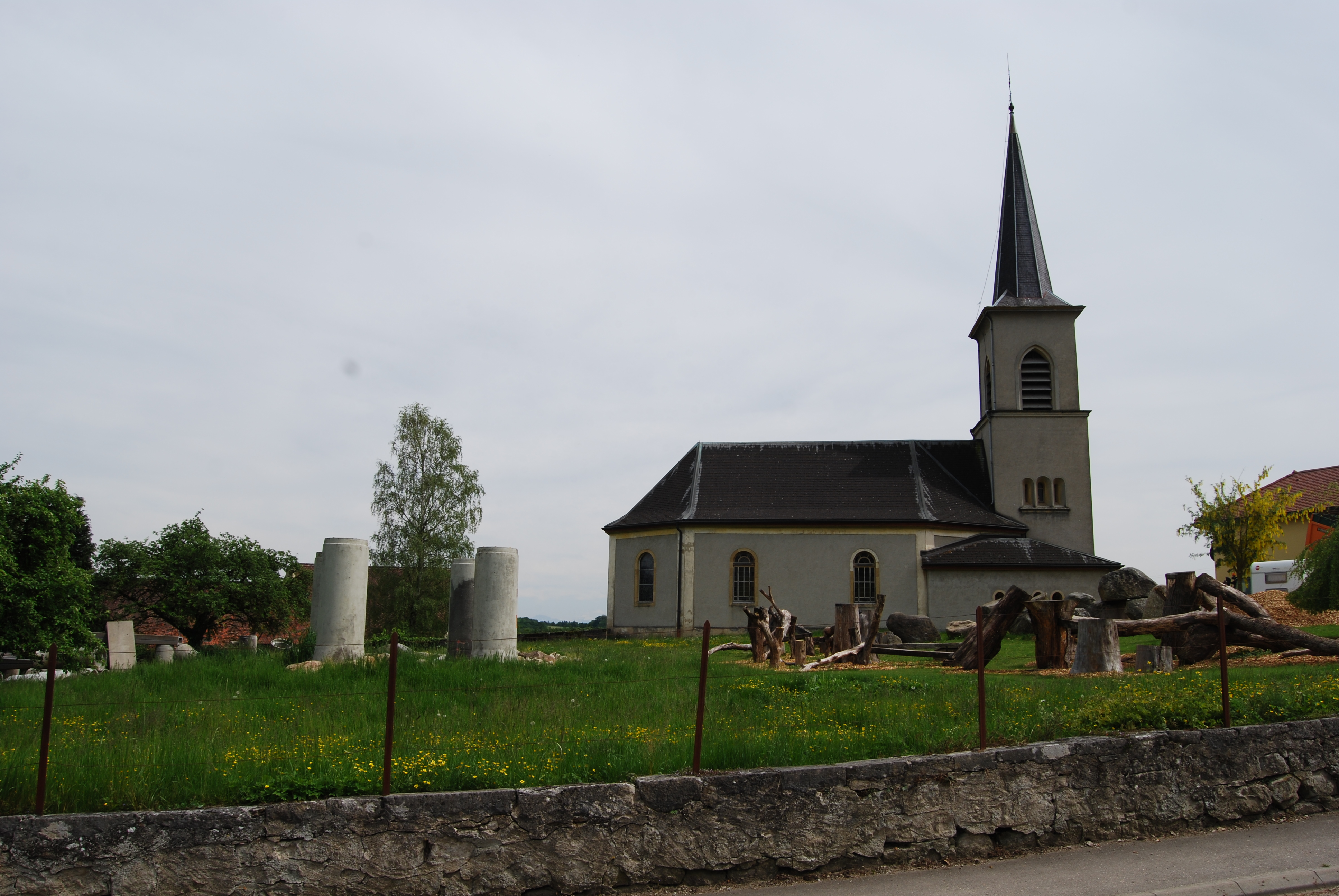
Kostel
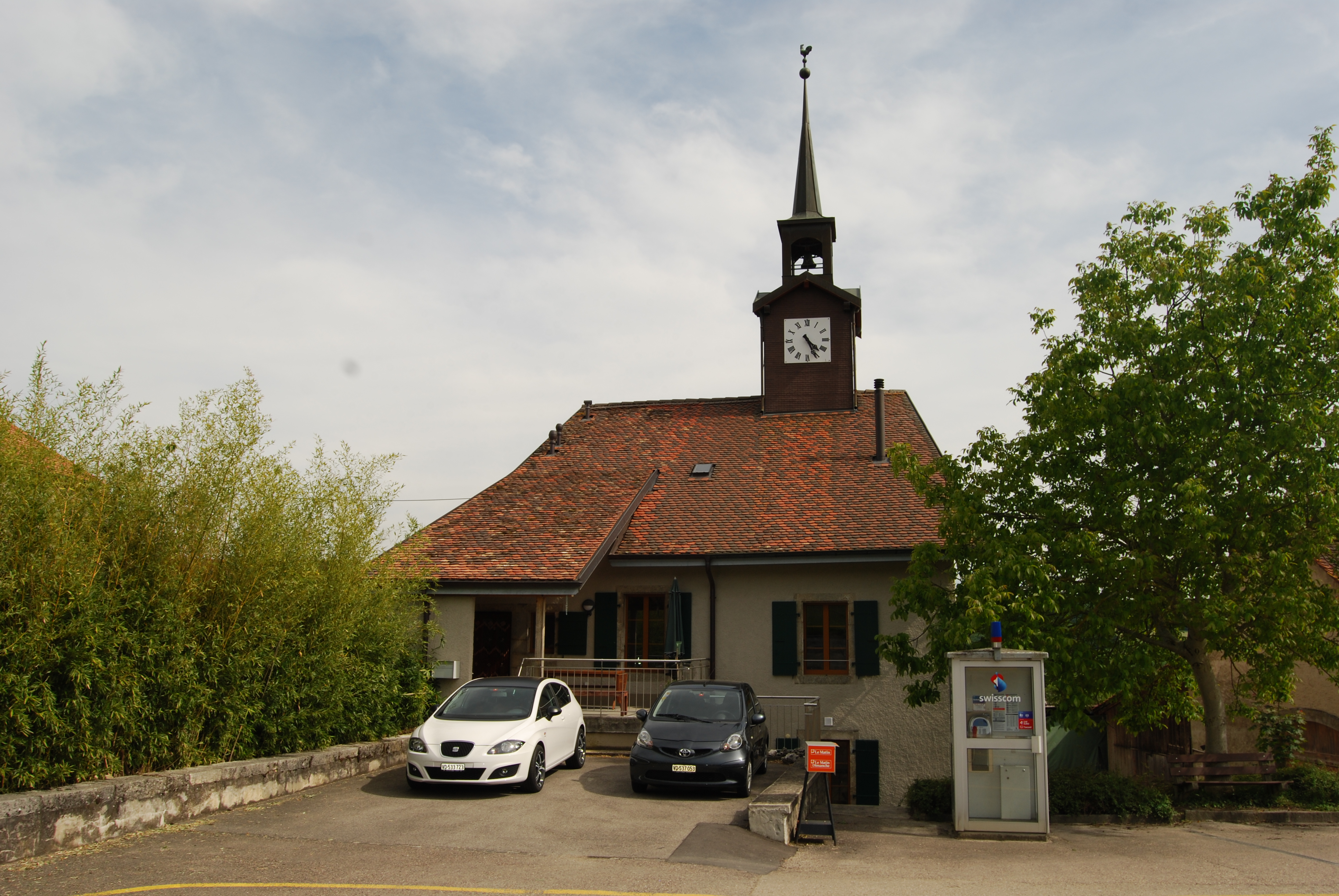
Essert-sous-Champvent
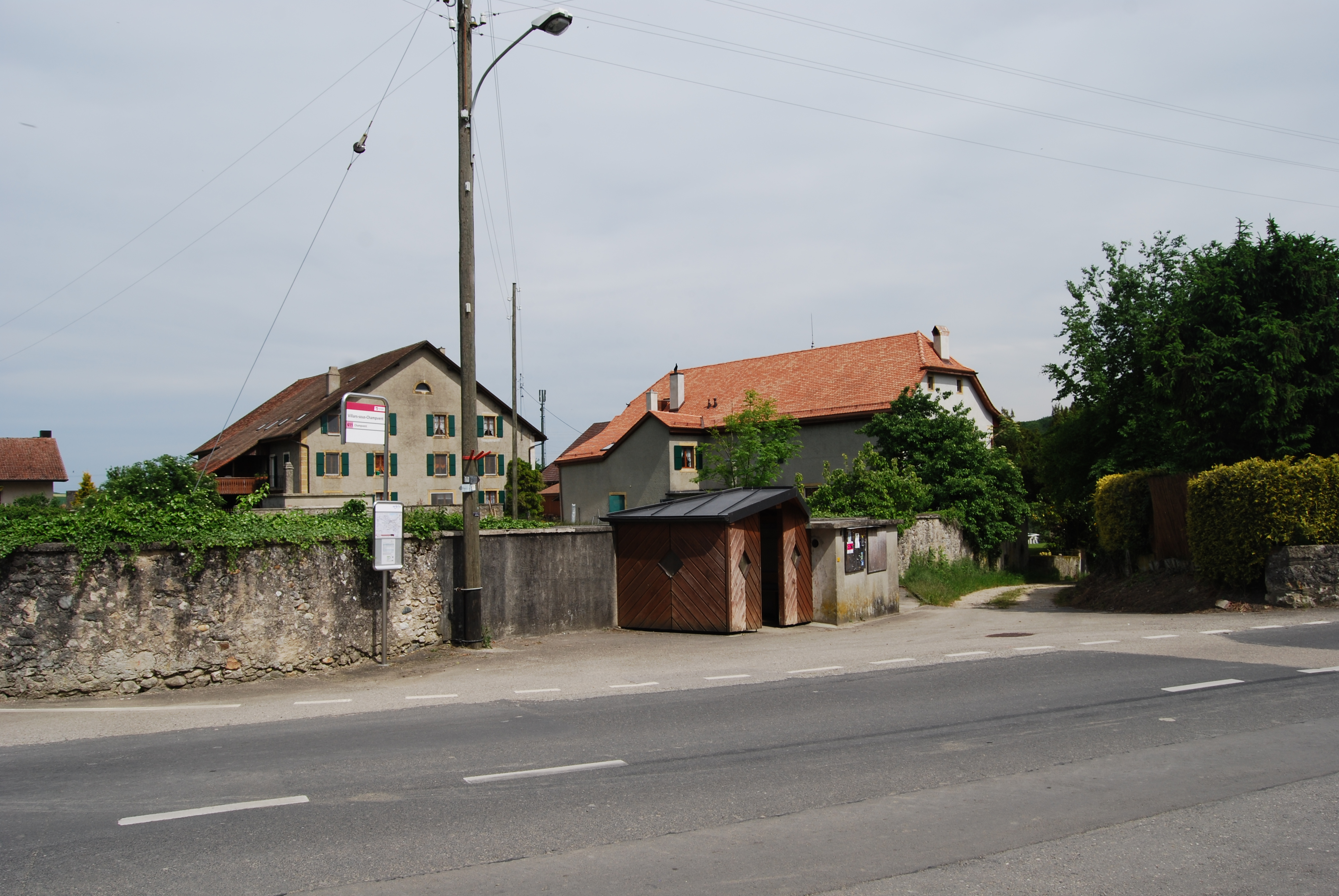
Villars-sous-Champvent